# 키슈쿤헐러시구

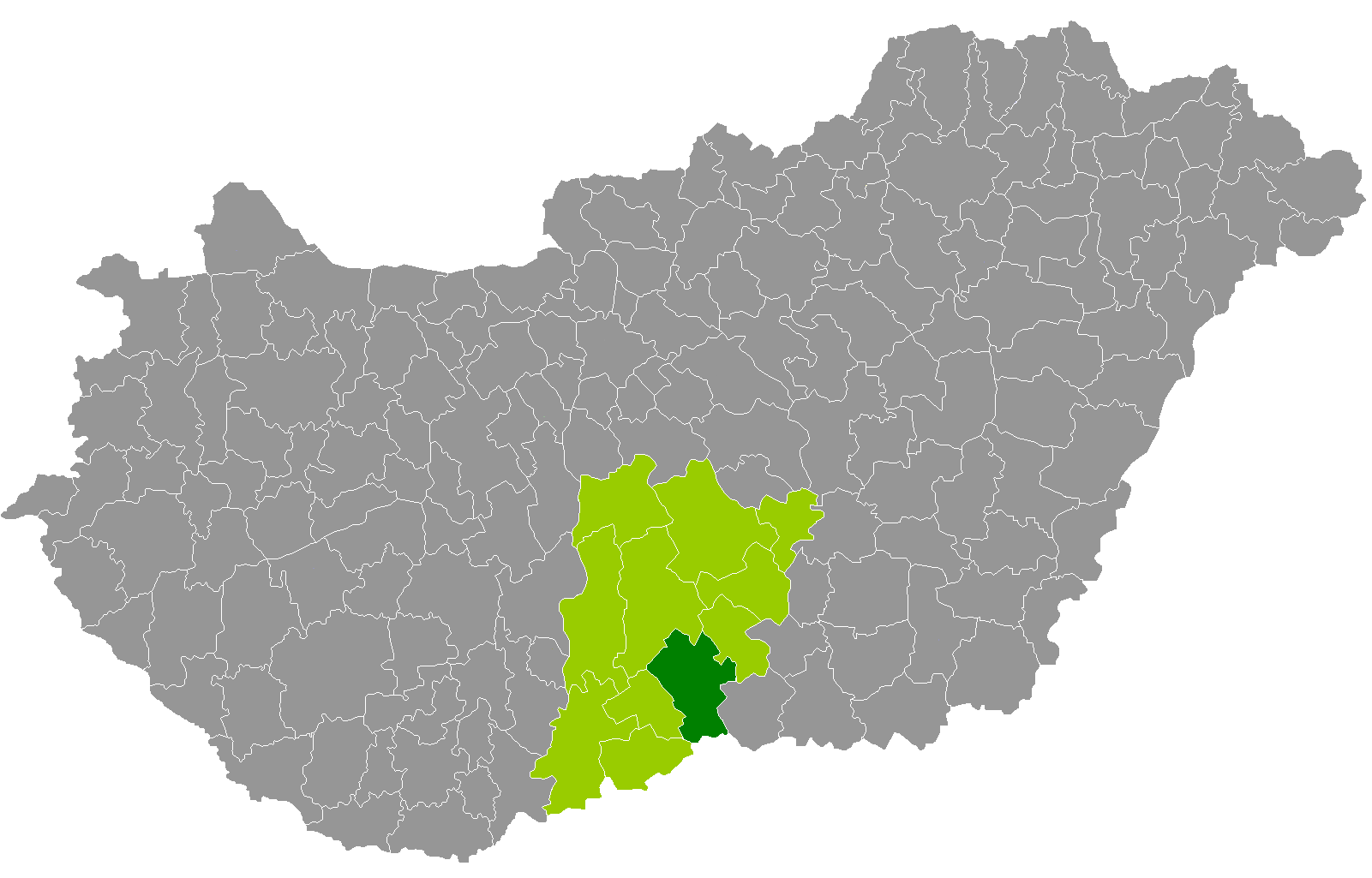
바치키슈쿤주 지도에 표시된 키슈쿤헐러시구의 위치

키슈쿤헐러시구(헝가리어: Kiskunhalasi járás)는 헝가리 바치키슈쿤주에 위치한 구로 구청 소재지는 키슈쿤헐러시이며 면적은 826.35km2, 인구는 43,849명(2011년 기준), 인구 밀도는 53명/km2이다.
서쪽으로는 야노슈헐머구, 북서쪽으로는 키슈쾨뢰시구, 북동쪽으로는 키슈쿤머이셔구, 동쪽으로는 촌그라드처나드주 모러헐롬구와 접하며 남쪽으로는 세르비아와 국경을 접한다. 9개 지방 자치체(2개 시, 7개 마을)를 관할한다.

구 문장